# César Muñiz Fernández
César Muñiz Fernández (Brussel·les, Bèlgica, 18 de maig del 1970) és un exàrbitre de futbol espanyol. Arbitrà a la primera divisió de la Lliga espanyola de futbol des de l'any 2000 a l'any 2014. Pertany al Comitè d'Àrbitres del Principat d'Astúries.

## Trajectòria
Muñiz va néixer a Brussel·les per motius laborals dels seus pares, tot i que té la nacionalitat espanyola. Actualment resideix a la ciutat asturiana de Gijón. És fill de l'ex àrbitre assistent internacional José María Muñiz Farpón, que va ser l'assistent de confiança de Manuel Díaz Vega durant moltes temporades. És conegut en els mitjans de comunicació i entre els aficionats com l'engominat, pel seu característic pentinat amb gomina.
Després de cinc temporades a categories regionals, va arbitrar a Tercera Divisió tres temporades des de 1991 fins a 1994. Tres temporades va romandre a Segona "B" fins que va debutar a Segona Divisió el 7 de setembre de 1997, una categoria en què va arbitrar 60 partits en les tres temporades que hi va romandre. Va aconseguir l'ascens a primera divisió en acabar la temporada 1999/00, conjuntament amb dos altres col·legiats, Rafael Ramírez Domínguez i Alberto Undiano Mallenco. El seu debut en la màxima categoria de la Lliga va ser a El Sadar dirigint el partit entre l'Osasuna i Celta de Vigo (0-2).
Va dirigir el partit d'anada de la Supercopa d'Espanya de 2010 entre el Sevilla FC i el Futbol Club Barcelona (3-1).

## Internacional
L'1 de gener de 2007 va ser designat àrbitre FIFA juntament amb Antonio Rubinos Pérez. El 24 de maig de 2009 va dirigir un partit de la Liga I romanesa, entre el Unirea Urziceni i el Dinamo de Bucarest quan tots dos equips es trobaven en els dos primers llocs de la classificació.

## Premis
- Trofeu Guruceta (1): 1999
- Premi Don Balón (1): 2004